# NGC 6553
NGC 6553是人馬座的一個球狀星團。
NGC 6553的視星等約為8等，視直徑為8.2角分。NGC 6553的夏普力-索耶集中度分類法等級為XI，意味著恆星濃度即使在中心也非常鬆散；NGC 6553擁有亮度為20等或更暗的恆星。NGC 6553位於礁湖星雲東南方向略高於一度的位置。
NGC 6553相對富含金屬，與常見的球狀星團不同，並且有證據表明NGC 6553經歷過至少兩個恆星形成時期。由於恆星形成記錄複雜，星團中的恆星成分各不相同，最顯著的是鈉和鋁的濃度。
NGC 6553的成分與NGC 6528非常相似，顯示其起源於類似的環境。

## 外部連結
- 维基共享资源上的相關多媒體資源：NGC 6553
- NGC 6553